# 加贵乡
加贵乡，是中华人民共和国广西壮族自治区河池市都安瑶族自治县下辖的一个乡镇级行政单位。

## 行政区划
加贵乡下辖以下地区：
加图村、加党村、加里村、加龙村、加七村、加作村、加泵村、塘怀村、大宿村、板磨村和金满村。